# François de Montmorency-Fosseux
Pour les autres membres de la famille, voir famille Montmorency.
François de Montmorency-Fosseux, né en 1614 et mort le 25 février 1684, est un gentilhomme français.

## Ascendance
Hugues Capet → Robert II de France → Henri Ier de France → Philippe Ier de France → Louis VI de France → Robert Ier de Dreux → Alix de Dreux → Gertrude de Nesle-Soissons → Bouchard VI de Montmorency → Mathieu III de Montmorency → Mathieu IV de Montmorency → Jean Ier de Montmorency → Charles Ier de Montmorency → Jacques de Montmorency → Jean II de Montmorency → Louis de Montmorency-Fosseux → Rolland de Montmorency-Fosseux → Claude de Montmorency-Fosseux → Pierre Ier de Montmorency-Fosseux → Anne de Montmorency-Fosseux → Pierre II de Montmorency-Fosseux → François de Montmorency-Fosseux.

## Mariage et descendance
François de Montmorency-Fosseux épouse Isabelle de Harville (1629-1712), fille aîné d'Antoine de Harville, marquis de Palaiseau, gouverneur de Calais, marié le 27 juillet 1628 à Isabelle Favier du Boulay (vers 1597- 16 juin 1667. De ce mariage sont nés :
- Henri Mathieu de Montmorency (mort en 1708), abbé de Geneston en Bretagne, chanoine et grand vicaire de Tournai ;
- Jacques Bouchard de montmorency (mort en 1678) ;
- Léon de Montmorency-Fosseux (1664-1750) ;
- ?, chevalier de Malte, tué en mer ;
- Margueritte Charlotte, religieuse ;
- Catherine, religieuse ;
- Anne, religieuse ;
- Françoise, religieuse.

Le couple était installé dans l'hôtel de Palaiseau, qui deviendra l'hôtel de Montmorency, aux nos 2 et 4 rue de Tournon à Paris.

## Sources
- David Bailie Warden, Saint-Allais (Nicolas Viton), Maur François Dantine, Charles Clémencet, Ursin Durand, François Clément, L'art de vérifier les dates des faits historiques, des chartes, des chroniques…, 1818, p. 57.